# كاولانة
كاولانة هي قرية في مقاطعة سردشت، إيران. يقدر عدد سكانها بـ 84 نسمة بحسب إحصاء 2016.